# Pont de la Trinitat
El pont de la Trinitat és un pont de València que creua el riu Túria i connecta els barris de la Seu, de la Xerea i de la Trinitat. Al sud, s'enllaça amb els carrers del Salvador, del Comte de Trénor i del Pintor López, i al nord, ho fa amb el carrer de la Trinitat, el d'Alboraia i el de Sant Pius V. A l'eixida nord es troba el Museu de Belles Arts de València.
És el pont més antic de la ciutat, començant el pont actual la seua construcció a principis del segle xv, concretament l'any 1402, però es va refer parcialment a causa de la riuada de 1517. El pont rebé el nom «dels catalans» però posteriorment es canvià per l'actual, a causa de la proximitat del monestir homònim. Les escultures de sant Lluís Bertran i de sant Tomàs de Villanueva, de Ponsonelli, procedeixen del pont de Sant Josep i foren col·locades a mitjan segle xx.
És un pont històric que, com els altres ponts medievals de la ciutat, és fet a base de blocs de pedra blanca que en l'actualitat són bastant desgastats pel temps. Com els ponts contemporanis, els seus arcs són de clar estil gòtic, com el conjunt mateix. El pont de la Trinitat antigament disposava de dos accessos al riu des del mateix pont, en forma d'escales, totes dues orientades a l'est. Aquestes han esdevingut intransitables gràcies al desgast del temps, però el 2009 s'han recuperat com a part de les obres de restauració sobre el pont.